# Aranzazu (kommun)
Aranzazu är en kommun i Colombia.   Den ligger i departementet Caldas, i den centrala delen av landet, 170 km väster om huvudstaden Bogotá. Antalet invånare är 12 815. Arean är 152 kvadratkilometer.
Terrängen i Aranzazu är kuperad söderut, men norrut är den bergig.